# Ons Kinderland
Ons Kinderland was een Vlaams jeugdtijdschrift en stripblad dat van 16 januari 1937 tot 13 augustus 1938 door de n.v. Altiore in Antwerpen werd uitgegeven.
Het blad publiceerde eerst vooral Amerikaanse stripreeksen, zoals Pete The Tramp, Popeye, Radio Patrol en The Pussycat Princess. Vanaf 13 november 1937 zou de Vlaamse striptekenaar Eugeen Hermans, alias "Pink", haast alle beeldverhalen in het magazine tekenen. Verder wordt "Ons Kinderland" tegenwoordig vooral herinnerd als het blad waar Frans Van Immerseel in 1937 zijn eenmalige stripreeks "De lotgevallen van Janssens" publiceerde.

## Bron
KOUSEMAKER, Kees en Evelien, "Wordt Vervolgd- Stripleksikon der Lage Landen", Uitgeverij Het Spectrum, Utrecht, Antwerpen, 1979, blz. 185.